# أبو بكر (اسم)
أَبُو بَكْر هو اسم علم مذكر من أصل عربي، ومعناه هو مركب من أبو وبكر والبكر «أول النهار».
أدناه قائمة بشخصيات تاريخية ومعاصرة بذات الاسم:

## صحابة
- أبو بكر الصديق: خليفة راشدي.[3]
- أبو بكر بن حفص[3]

## خلفاء وملوك
- أبو بكر الصديق: خليفة راشدي.[3]
- أبو يحيى أبو بكر المتوكل: سلطان حفصي (تونس).
- أبو بكر الثاني: أحد ملوك مملكة مالي.

## فقهاء ورواة حديث
- أبو بكر بن عبد الرحمن: تابعي وفقيه.
- أبو بكر بن العربي: قاضٍ مالكي أندلسي.
- أبو بكر الصيرفي: فقيه شافعي.
- أبو بكر الطرطوشي: فقيه مالكي.
- أبو بكر الخلال: فقيه ومحدث حنبلي.
- أبو بكر الأثرم: أحد رواة الحديث.
- أبو بكر البزار: أحد رواة الحديث.
- أبو بكر بن أبي شيبة: أحد رواة الحديث.
- أبو بكر بن أبي داود: أحد رواة الحديث.
- أبو بكر البيهقي: إمام ومحدّث شافعي.
- أبو بكر الكلاباذي: عالم صوفي.
- أبو بكر أبو نعامة: عالم مسلم ليبي.
- أبو بكر البرقاني: عالم سُني.
- أبو بكر بن علي العلمي الإدريسي: عالم مسلم مغربي.
- شيخ بن أبي بكر الشاطري: قارئ قرآن يمني.
- أبو بكر الحبشي: داعية شافعي يمني.
- أبو بكر المشهور: داعية صوفي يمني.
- أبو بكر الجزائري: مدرس لعلم التفسير وعلم الحديث.
- أبو بكر الشبلي: صوفي عراقي.
- أبو بكر المروذي: فقيه حنبلي.

## علماء
- أبو بكر الرازي: عالم وطبيب فارسي.
- أبو بكر بن أبي عيسى: عالم رياضيات وفلك وهندسة.
- أبو بكر الزبيدي: لغوي أندلسي.
- أبو بكر بن أحمد باقادر: أستاذ جامعي سعودي.
- أبو بكر الصديق بيومي: رياضياتي مصري.

## شخصيات سياسية
- أبو بكر زين العابدين عبد الكلام: رئيس سابق للهند.
- أبو بكر يونس: وزير الدفاع الليبي السابق.
- أبو بكر بن عامر: شيخ قبيلة بربرية.

## رياضيون وفنانون
- أبو بكر الصديق اللبيدة: ملاكم مغربي.
- أبو بكر بن عمار: شاعر ووزير أندلسي.
- أبو بكر سالم بلفقيه: أديب ومغنّ يمني.
- أبو بكر عزت: ممثل مصري.

## قائمة
- كود سباركل
- تحديث القائمة

1. ابن باجة، فيلسوف مسلم.
2. ابن فورك، فقيه أشعري شافعي.
3. أبو بكر آدم، لاعب كرة قدم بحريني.
4. أبو بكر أحمد عباد عمر عباد، سياسي يمني.
5. أبو بكر الأبهري.
6. أبو بكر الأثرم.
7. أبو بكر الإسماعيلي.
8. أبو بكر الأصم.
9. أبو بكر البزار.
10. أبو بكر البيهقي، إمام مُجَمِّع الأحاديث الإسلامية في القرن الحادي عشر الميلادي.
11. أبو بكر الثاني، مستكشف مالي.
12. أبو بكر الثاني المريني.
13. أبو بكر الجامعي، صحفي مغربي.
14. أبو بكر الجراعي.
15. أبو بكر الجزائري، عالم مسلم جزائري.
16. أبو بكر الجصاص.
17. أبو بكر الحبشي، كاتب يمني.
18. أبو بكر الحصار، رياضياتي مغربي.
19. أبو بكر الحنفي.
20. أبو بكر الحيري.
21. أبو بكر الخلال.
22. أبو بكر الدقي.
23. أبو بكر الرازي، طبيب وكيميائي وفيلسوف ورياضياتي مسلم.
24. أبو بكر الزبيدي، قاضي أندلسي.
25. أبو بكر السجستاني.
26. أبو بكر السلمي.
27. أبو بكر الشاشي الفارقي، فقيه سني شافعي.
28. أبو بكر الشافعي.
29. أبو بكر الشبلي، عابد تركي صوفي.
30. أبو بكر الشبهي.
31. أبو بكر الشعراني.
32. أبو بكر الصبغي.
33. أبو بكر الصديق، أول الخلفاء الراشدين ومن العشرة المبشرين بالجنة.
34. أبو بكر الصديق اللبيدة، ملاكم مغربي.
35. أبو بكر الصديق بيومي.
36. أبو بكر الصنوبري.
37. أبو بكر الصيرفي، فقيه سني شافعي.
38. أبو بكر الطرطوشي.
39. أبو بكر الطمستاني.
40. أبو بكر العدني، شاعر وصوفي حضرمي.
41. أبو بكر العيادي.
42. أبو بكر القادري.
43. أبو بكر القربي، سياسي يمني.
44. أبو بكر القفال الشاشي.
45. أبو بكر الكلاباذي.
46. أبو بكر المرادي.
47. أبو بكر المروذي.
48. أبو بكر المريني.
49. أبو بكر المشهور، كاتب يمني.
50. أبو بكر المل، لاعب كرة قدم لبناني.
51. أبو بكر النقاش.
52. أبو بكر الوراق.
53. أبو بكر الوشاء.
54. أبو بكر باعشير.
55. أبو بكر بن أبي خيثمة.
56. أبو بكر بن أبي داود، محدث وعالم مسلم.
57. أبو بكر بن أبي سعدان، أحد علماء أهل السنة والجماعة ومن أعلام التصوف السني في القرن الرابع الهجري.
58. أبو بكر بن أبي شيبة.
59. أبو بكر بن أبي موسى الأشعري، تابعي كوفي، وأحد رواة الحديث النبوي.
60. أبو بكر بن أحمد باقادر.
61. أبو بكر بن الأفلح.
62. أبو بكر بن الجهم.
63. أبو بكر بن الحسن بن علي، ابن الحسن بن علي بن أبي طالب حفيد الرسول محمد.
64. أبو بكر بن الصيرفي، مؤرخ مغربي.
65. أبو بكر بن العربي.
66. أبو بكر بن اللبانة، شاعر أندلسي.
67. أبو بكر بن المقرئ.
68. أبو بكر بن النضر بن أنس بن مالك، تابعي وراوي حديث.
69. أبو بكر بن أنس بن مالك، تابعي ومُحدث من الثقات.
70. أبو بكر بن بلقاسم الحاج عيسى، عالم جزائري.
71. أبو بكر بن داسة.
72. أبو بكر بن زنجويه.
73. أبو بكر بن شهاب، كاتب يمني.
74. أبو بكر بن طاهر، وزير أندلسي.
75. أبو بكر بن عبد الحكم، عالم مسلم.
76. أبو بكر بن عبد الرحمن بن الحارث بن هشام.
77. أبو بكر بن عبد العزيز، وزير أندلسي.
78. أبو بكر بن عبيد الله بن أنس بن مالك، تابعي راوي حديث.
79. أبو بكر بن علي العلمي.
80. أبو بكر بن علي بن أبي طالب.
81. أبو بكر بن عمار، وزير وسياسي أندلسي ، اشتهر بالدهاء وقذاعة الهجاء.
82. أبو بكر بن عمر اللمتوني.
83. أبو بكر بن عياش المقرئ.
84. أبو بكر بن محمد.
85. أبو بكر بن مردويه.
86. أبو بكر خالد.
87. أبو بكر خالد سعد الله، عالم موسوعي جزائري تخصص في الرياضيات.
88. أبو بكر خيرت.
89. أبو بكر راتب.
90. أبو بكر زنيبر، كاتب مغربي.
91. أبو بكر زين العابدين عبد الكلام، عالم فيزياء و رئيس هندي أسبق.
92. أبو بكر سالم، مغني وملحن يمني.
93. أبو بكر عباس، منافِس أوليمبي بحريني.
94. أبو بكر عبد الغفار بن محمد الشيروي.
95. أبو بكر عزت، ممثل مصري.
96. أبو بكر عمرو، لاعب كرة قدم كاميروني.
97. أبو بكر غاييغو.
98. أبو بكر غومي، قاضي نيجيري.
99. أبو بكر فوفانا، لاعب كرة قدم غيني.
100. أبو بكر كاكي.
101. أبو بكر محمد الدربندي.
102. أبو بكر مصطفى بعيرة، سياسي ليبي.
103. أبو بكر نعامة.
104. أبو بكر يونس، وزير دفاع ليبيا في عهد القذافي.
105. أبو تلول.
106. البرقاني.
107. تيتي كامارا، لاعب كرة قدم.
108. عبد الكريم الطائع لله.

## الأصل اللغوي
أبو بكر اسم علم مركب من أبو وبكر، وأبو تعني:
(أَبَوَ) الْهَمْزَةُ وَالْبَاءُ وَالْوَاوُ يَدُلُّ عَلَى التَّرْبِيَةِ وَالْغَذْوِ. أَبَوْتُ الشَّيْءَ آبُوهُ أَبْوًا: إِذَا غَذَوْتُهُ. وَبِذَلِكَ سُمِّيَ الْأَبُ أَبًا. وَيُقَالُ فِي النِّسْبَةِ إِلَى أَبٍ: أَبَوِيٌّ. وَعَنْزٌ أَبْوَاءُ: إِذَا أَصَابَهَا وَجَعٌ عَنْ شَمِّ أَبْوَالِ الْأَرْوَى. قَالَ الْخَلِيلُ: الْأَبُ مَعْرُوفٌ، وَالْجَمْعُ آبَاءٌ وَأُبُوَّةٌ. قَالَ:
| أُحَاشِي نِزَارَ الشَّامِ إِنَّ نِزَارَهَا |  | أُبُوَّةُ آبَائِي وَمِنِّى عَمِيدُهَا |

قَالَ: وَتَقُولُ: تَأَبَّيْتُ أَبًا، كَمَا تَقُولُ: تَبَنَّيْتُ ابْنًا وَتَأَمَّهْتُ أُمًّا. قَالَ: وَيَجُوزُ فِي الشِّعْرِ «هَذَانِ أَبَاكَ» وَأَنْتَ تُرِيدُ أَبَوَاكَ، و«رَأَيْتُ أَبِيكَ» يُرِيدُ أَبَوَيْكَ. قَالَ: وَهْوَ يُفَدَّى بِالْأَبِينَ وَالْخَالْ وَيَجُوزُ فِي الْجَمْعِ أَبُونَ. وَهَؤُلَاءِ أَبُوكُمْ أَيْ: آبَاؤُكُمْ. أَبُو ــعُبَيْدٍ: مَا كُنْتَ أَبًا وَلَقَدْ أَبَيْتَ أُبُوَّةً. وَأَبَوْتُ الْقَوْمَ، أَيْ: كُنْتُ لَهُمْ أَبًا. قَالَ:
| نَؤُمُّهُمُ وَنَأْبُوهُمْ جَمِيعًا |  | كَمَا قُدَّ السُّيُورُ مِنَ الْأَدِيمِ |

قَالَ الْخَلِيلُ: فُلَانٌ يَــأْبُو ــالْيَتِيمَ، أَيْ: يَغْذُوهُ كَمَا يَغْذُو الْوَالِدُ وَلَدَهُ.
، وبكر تعني: (الْبِكْرُ) الْعَذْرَاءُ، وَالْجَمْعُ (أَبْكَارٌ) وَالْمَصْدَرُ (الْبَكَارَةُ) . وَ (الْبِكْرُ) أَيْضًا الْمَرْأَةُ الَّتِي وَلَدَتْ بَطْنًا وَاحِدًا، وَبِكْرُهَا وَلَدُهَا، وَالذَّكَرُ وَالْأُنْثَى فِيهِ سَوَاءٌ، وَكَذَا الْبِكْرُ مِنَ الْإِبِلِ. وَ (الْبَكْرُ) بِالْفَتْحِ الْفَتِيُّ مِنَ الْإِبِلِ، وَالْأُنْثَى بَكْرَةٌ. وَ (بَكْرَةُ) الْبِئْرِ مَا يُسْتَقَى عَلَيْهَا، وَجَمْعُهَا (بَكَرٌ) وَهُوَ مِنْ شَوَاذِّ الْجَمْعِ لِأَنَّ فَعْلَةً لَا تُجْمَعُ عَلَى فَعَلٍ إِلَّا أَحْرُفًا مِثْلَ حَلْقَةٍ وَحَلَقٍ وَحَمْأَةٍ وَحَمَإٍ وَبَكْرَةٍ وَبَكَرٍ وَتُجْمَعُ عَلَى بَكَرَاتٍ أَيْضًا. وَيُقَالُ: جَاءُوا عَلَى (بَكْرَةِ) أَبِيهِمْ أَيْ جَاءُوا كُلُّهُمْ. وَأَتَيْتُهُ (بُكْرَةً) أَيْ (بَاكِرًا) فَإِنْ أَرَدْتَ بُكْرَةَ يَوْمٍ بِعَيْنِهِ قُلْتَ: أَتَيْتُهُ (بُكْرَةَ) غَيْرَ مَصْرُوفٍ. وَ (بَكَرَ) مِنْ بَابِ دَخَلَ. وَ (بَكَّرَ تَبْكِيرًا) وَ (أَبْكَرَ) وَ (ابْتَكَرَ) وَ (بَاكَرَ) كُلُّهٌ بِمَعْنًى وَلَا يُقَالُ بَكُرَ بِضَمِّ الْكَافِ وَلَا بَكِرَ بِكَسْرِهَا. وَقَالَ أَبُو زَيْدٍ: (أَبْكَرَ) الْغَدَاءَ. وَ (بَكَرَ) عَلَى الْحَاجَةِ مِنْ بَابِ دَخَلَ وَ (أَبْكَرَهُ) غَيْرُهُ. وَكُلُّ مَنْ بَادَرَ إِلَى شَيْءٍ فَقَدْ أَبْكَرَ إِلَيْهِ وَبَكَّرَ تَبْكِيرًا أَتَى أَيَّ وَقْتٍ كَأَنْ يُقَالَ: بَكِّرُوا بِصَلَاةِ الْمَغْرِبِ أَيْ صَلُّوهَا عِنْدَ سُقُوطِ الْقُرْصِ. وَقَوْلُهُ تَعَالَى: {بِالْعَشِيِّ وَالْإِبْكَارِ} [آل عمران: 41] جَعَلَ (الْإِبْكَارَ) وَهُوَ فِعْلٌ يَدُلُّ عَلَى الْوَقْتِ وَهُوَ الْبُكْرَةُ كَمَا قَالَ: « {بِالْغُدُوِّ وَالْآصَالِ} [الأعراف: 205] » جَعَلَ الْغُدُوَّ وَهُوَ مَصْدَرٌ يَدُلُّ عَلَى الْغَدَاةِ. وَ (الْبَاكُورَةُ) أَوَّلُ الْفَاكِهَةِ. وَ (ابْتَكَرَ) الشَّيْءَ اسْتَوْلَى عَلَى (بَاكُورَتِهِ) وَفِي حَدِيثِ الْجُمُعَةِ «مَنْ (بَكَّرَ) وَ (ابْتَكَرَ) » قَالَ بَكَّرَ فُلَانٌ أَسْرَعَ. وَابْتَكَرَ أَدْرَكَ الْخُطْبَةَ مِنْ أَوَّلِهَا، وَهُوَ مِنَ الْبَاكُورَةِ. وَضَرْبَةٌ (بِكْرٌ) أَيْ قَاطِعَةٌ لَا تُثَنَّى. وَفِي الْحَدِيثِ: «كَانَتْ ضَرَبَاتُ عَلِيٍّ (أَبْكَارًا) إِذَا اعْتَلَى قَدَّ وَإِذَا اعْتَرَضَ قَطَّ».